# Nissan Pintara

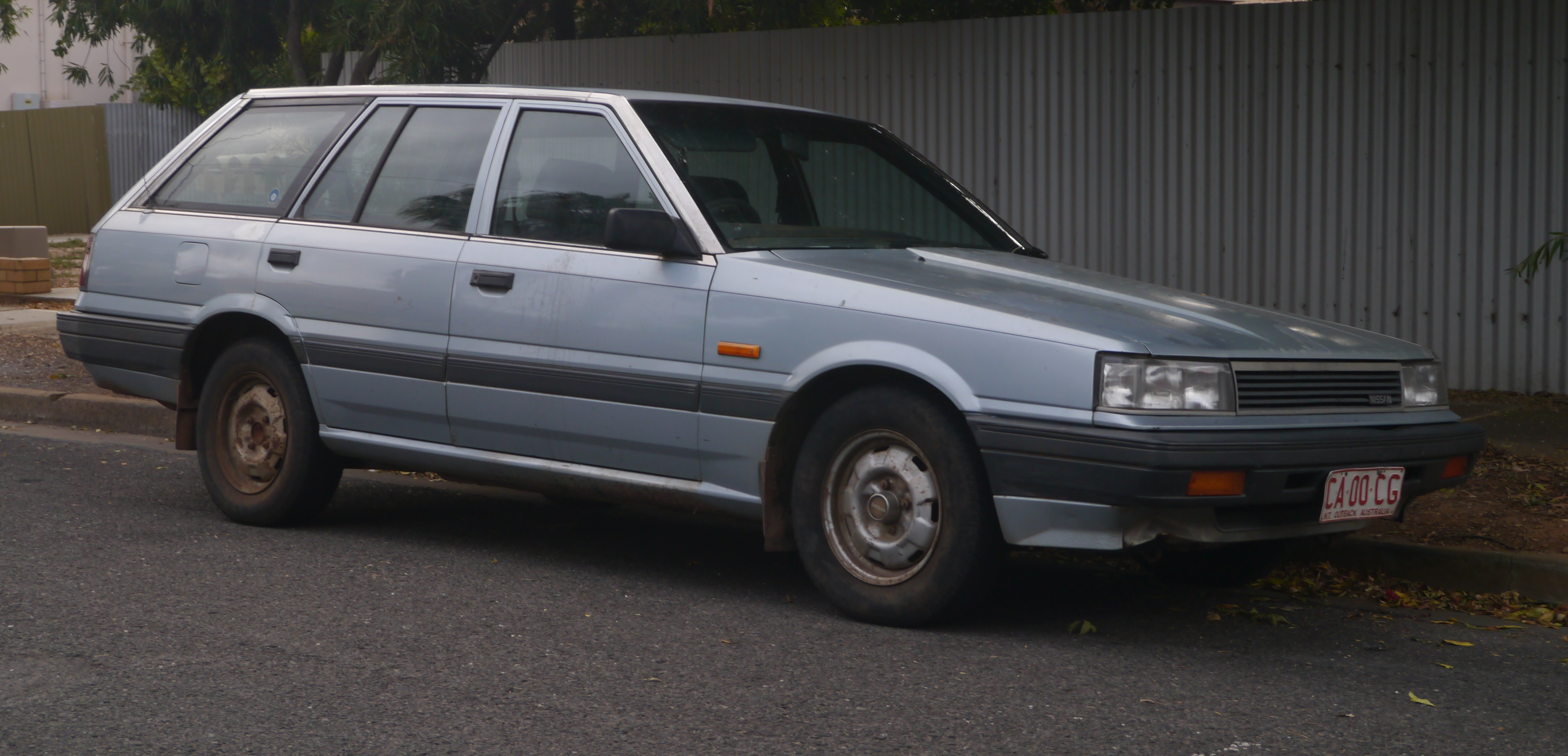
Nissan Pintara (R31) универсал первого поколения

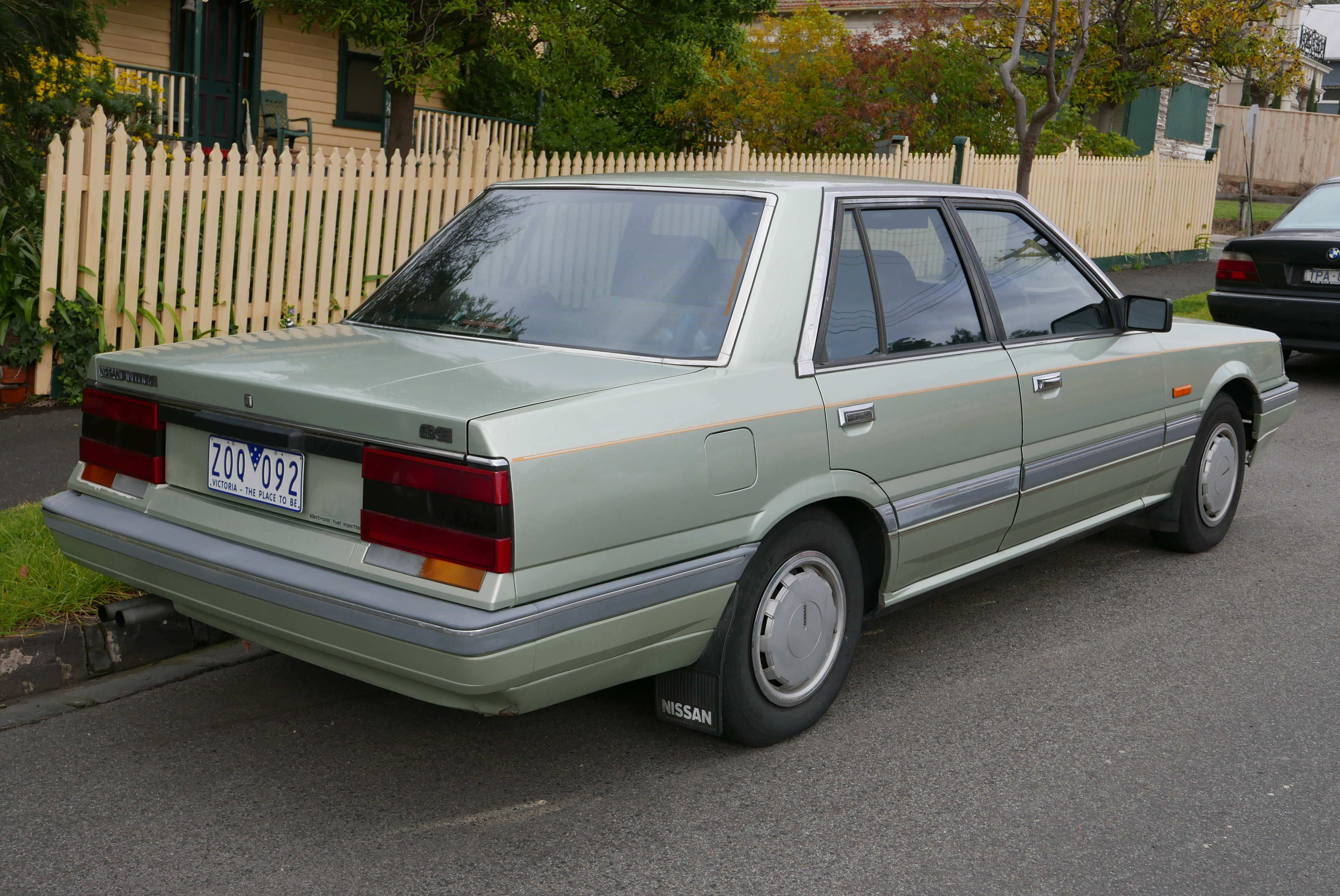
Nissan Pintara (R31) GXE седан первого поколения

Nissan Pintara — компактный автомобиль, который выпускался в Австралии с 1986 по 1992 год.

## Первое поколение
Первое поколение Nissan Pintara (R31) представляет собой компактный семейный автомобиль, который был построен компанией Nissan в Австралии, Клейтон, на заводе в штате Виктория с середины 1986 года. Pintara был построен на основе Nissan Skyline, заменив собой Nissan Bluebird 910.
Для автомобиля доступен 2-литровый 4-цилиндровый двигатель CA20E, производящий 78 кВт (105 л. с.). Pintara предлагался в кузове седана и универсала.

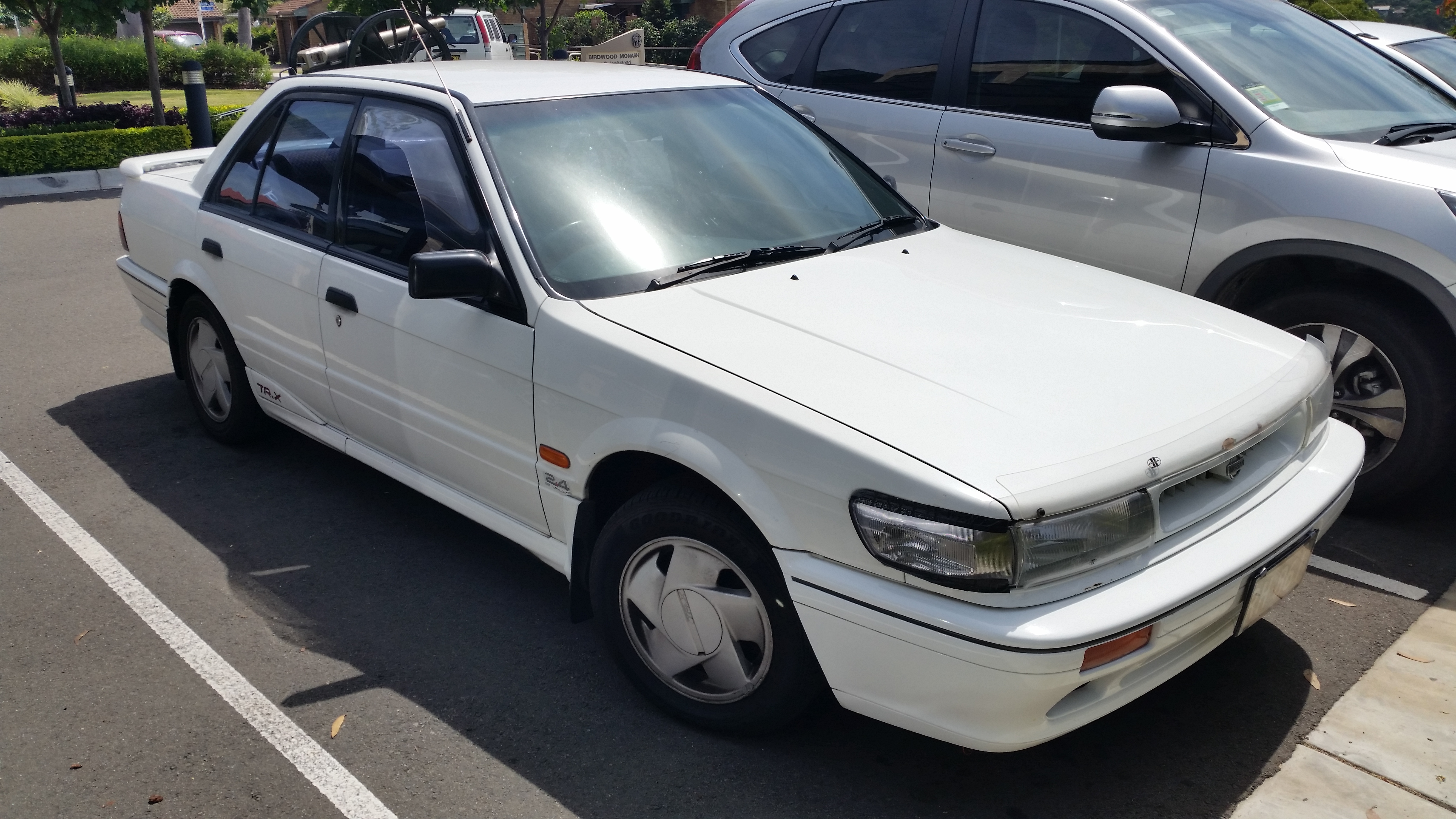
Nissan Pintara (U12) TRX седан второго поколения

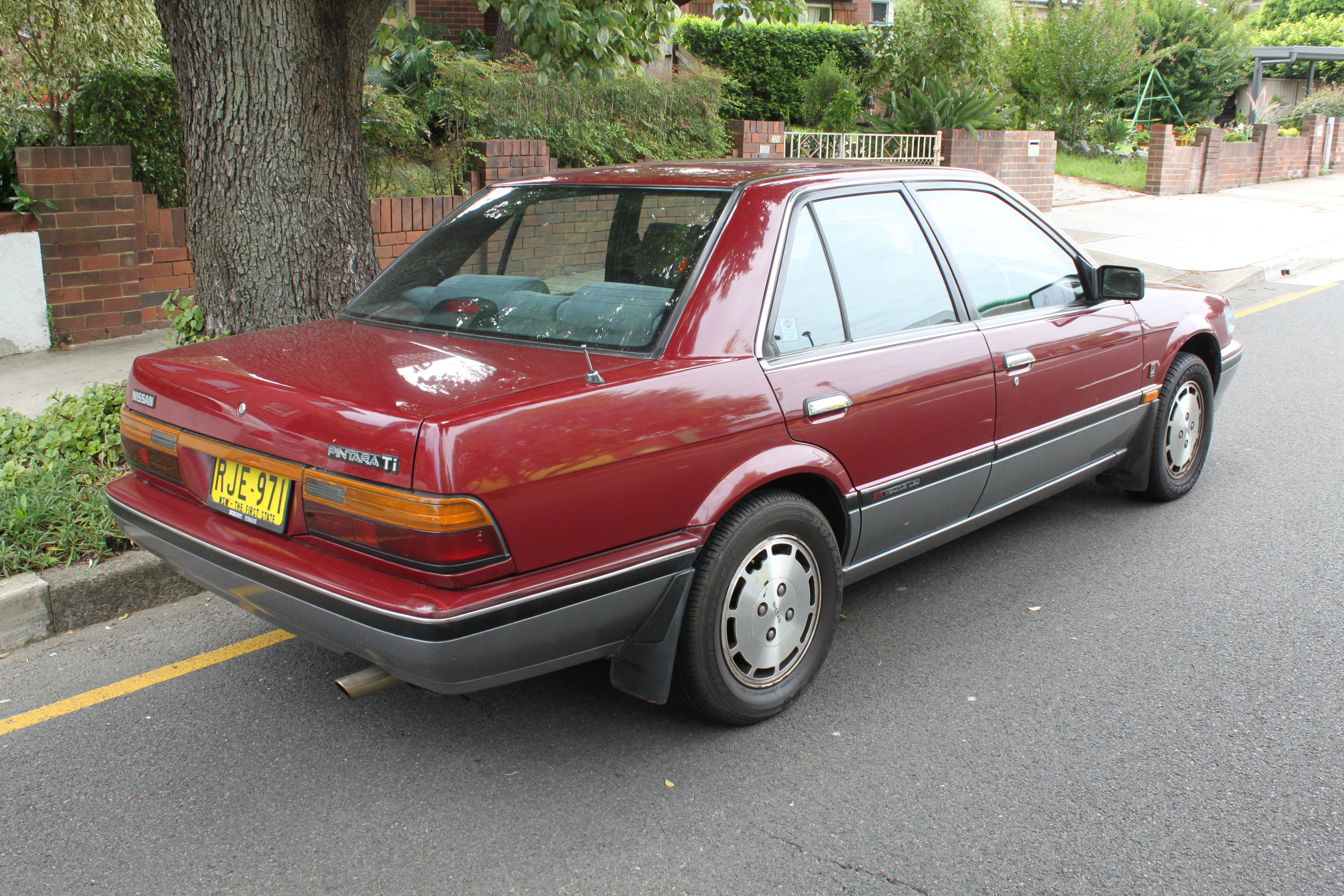
Nissan Pintara (U12) Ti седан второго поколения

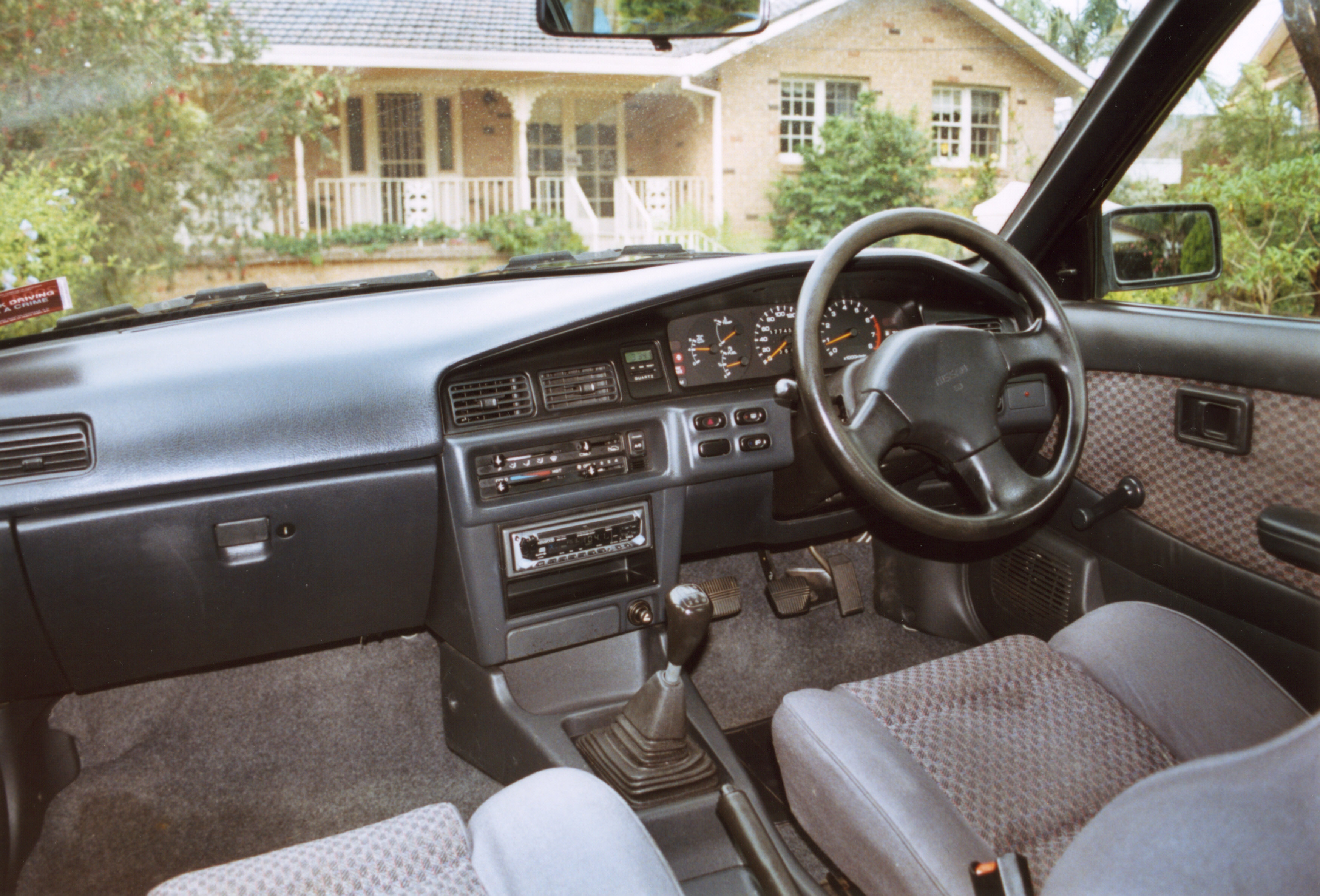
Nissan Pintara (U12) TRX седан второго поколения, интерьер

Pintara производился и продавался в Австралии для того, чтобы конкурировать с Mitsubishi Magna.
Было предложено 4 комплектации Pintara: GLi, Executive, GX и GXE. Пакет обвеса TRX предлагался для седанов комплектации GX и GXE и включал в себя передний и задний обвес, боковые юбки, решётку радиатора, легкосплавные диски и низкопрофильные шины.

## Второе поколение

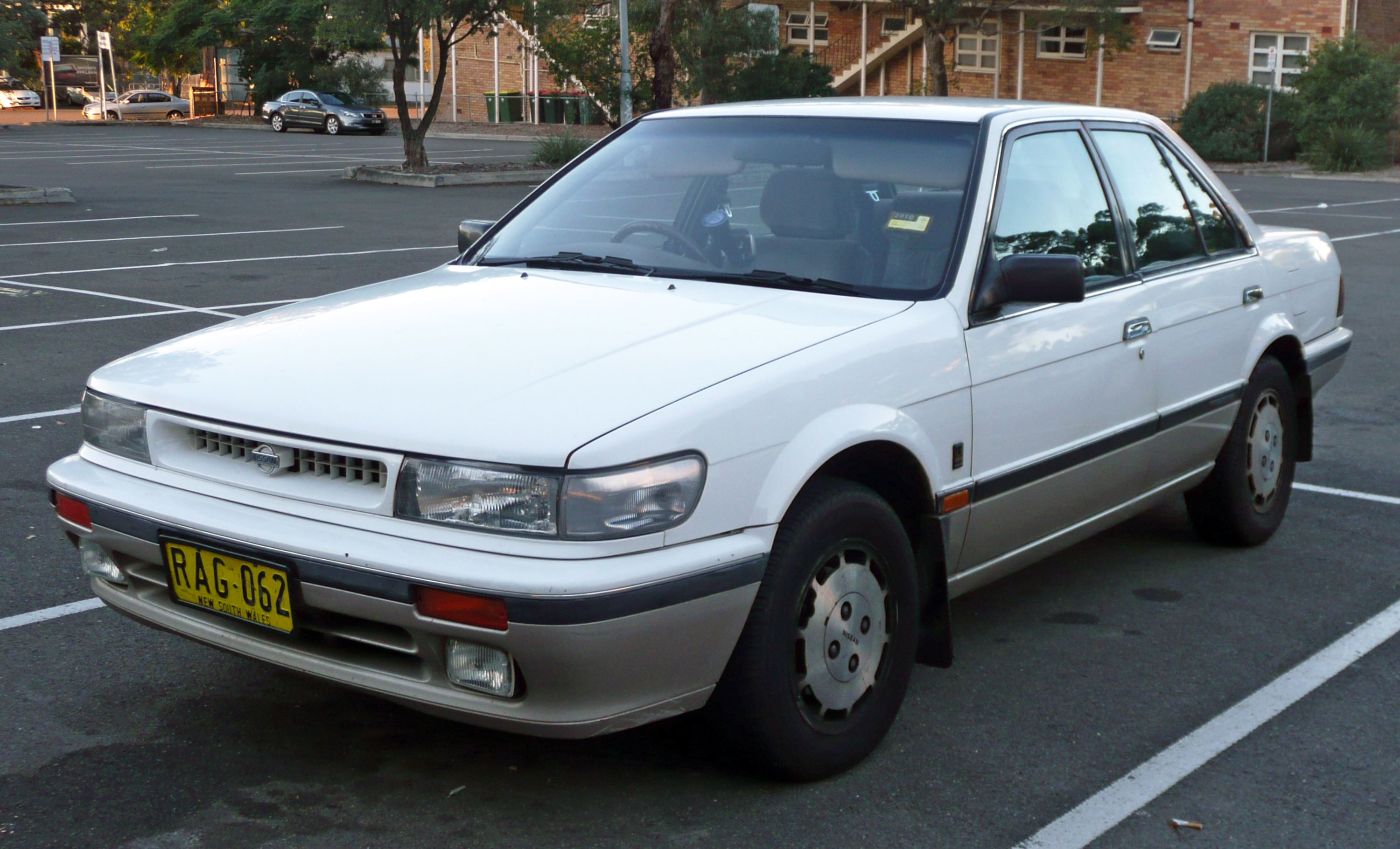
Nissan Pintara (U12) второго поколения

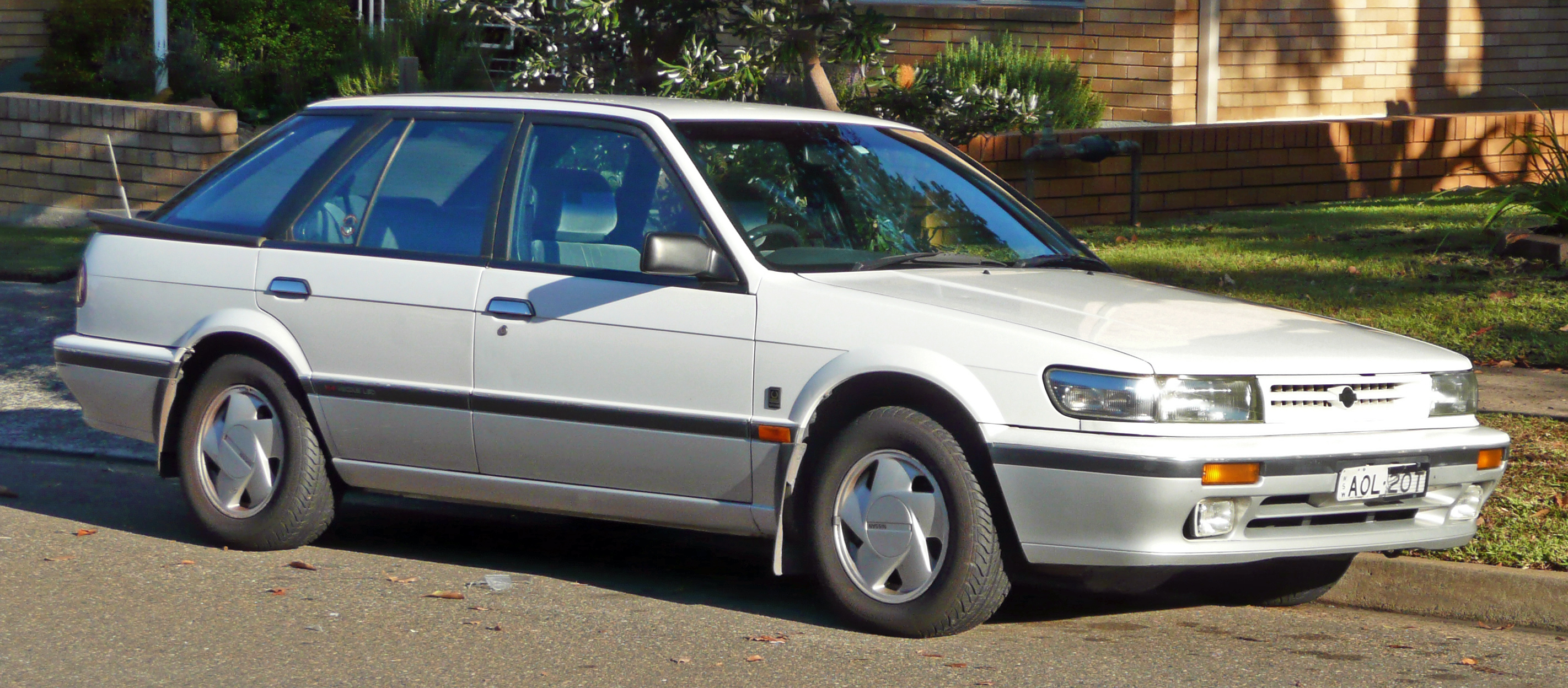
Nissan Pintara (U12) хотхэтч второго поколения

Первое поколение Pintara было заменено в 1989 году моделью, названной средствами массовой информации как "проект Matilda", которая оказалась японской версией Nissan Bluebird (U12) с передним приводом.
В Австралии автомобиль "проект Matilda" продавался как Nissan Pintara (U12) второго поколения, доступный в кузове 5-дверного хотхэтча и седана. Хотхэтч был экспортирован в Японию как Bluebird Aussie. За период с 1989 по 1992 год в Японии было продано всего 1300 единиц Bluebird Aussie. Из-за малых продаж компания Nissan в Австралии прекратил производство моделей в середине 1992 года.
В соответствии с планом автомобилей "Баттон", в рамках которого местные производители поделились моделями, компания Ford (Австралия) выпустила обновлённую версию седана Pintara U12 и хетчбэка как Ford Corsair.
Версии Pintara T, Ti и TRX получили 2,4-литровый двигатель KA24E, который производил 96 кВт (129 л. с.).